# Kavli Institute for Systems Neuroscience

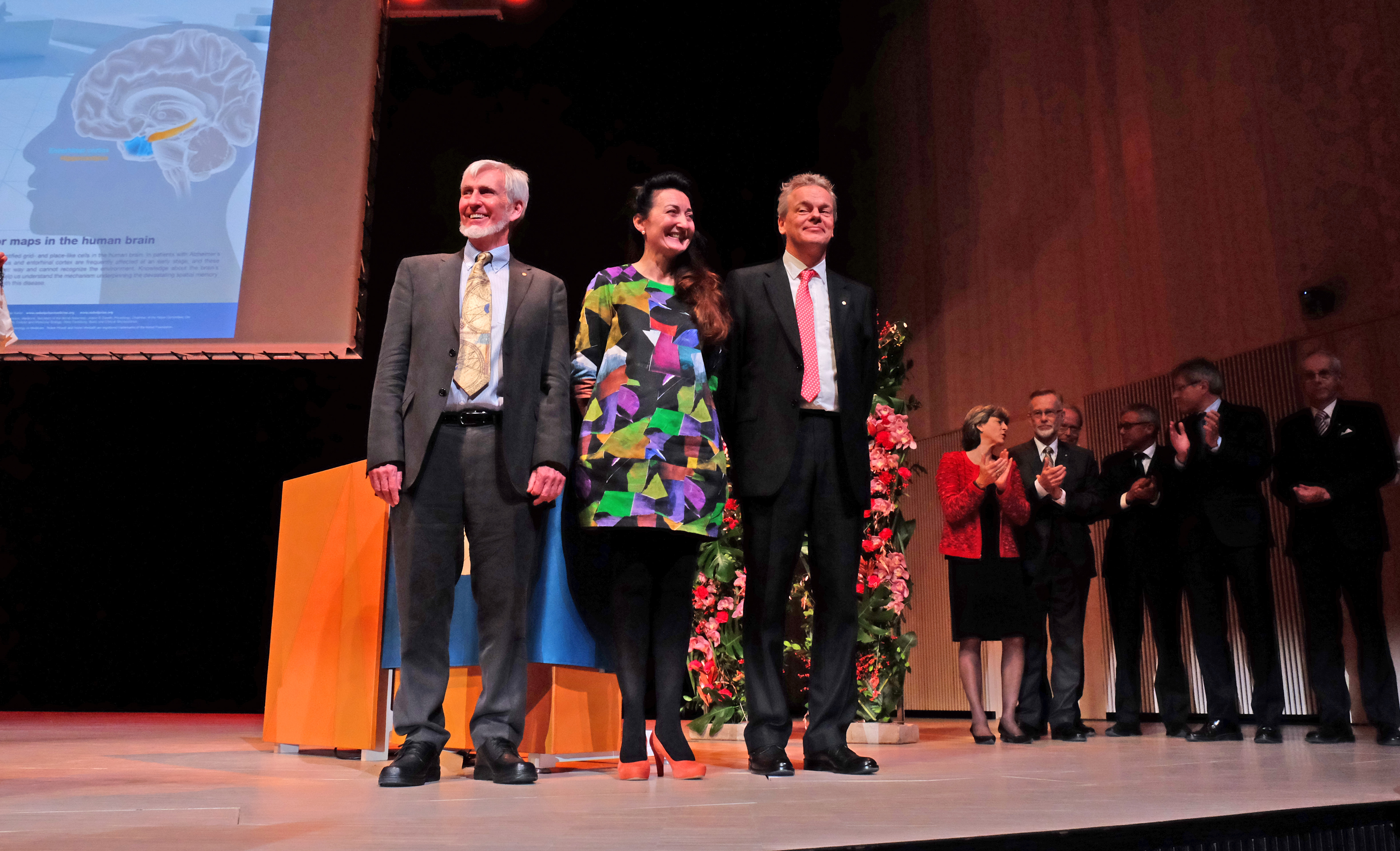
May-Britt Moser und Edvard Moser mit ihrem Mitarbeiter John O’Keefe; sie erhielten 2014 den Nobelpreis für Physiologie oder Medizin „für ihre Entdeckungen von Zellen, die ein Positionierungssystem im Gehirn bilden“.

Die Forschungsgruppe Moser (Norwegisch: Moser-miljøet) ist der informelle Name mehrerer Forschungseinrichtungen an der Technisch-Naturwissenschaftliche Universität Norwegens in Trondheim, Norwegen, die von Edvard Moser und May-Britt Moser gegründet und geleitet werden. Das Kavli-Institut für Neurowissenschaften zählt zu den Institutionen.
Das neurowissenschaftliche Forschungsgruppe wird seit 1996 von den Nobelpreisträgern Edvard Moser und May-Britt Moser gegründet und geleitet. Das Institut umfasst zwei Forschungszentren: Das Zentrum für neuronale Berechnungen (CNC), seit 2002 ein Exzellenzzentrum, und das Egil und Pauline Braathen und Fred Kavli Zentrum (BKC).
Die Mosers erhielten 2014 den Nobelpreis für Physiologie oder Medizin „für ihre Entdeckungen von Zellen, die ein Positionierungssystem im Gehirn bilden.“

## Geschichte
Das Forschungsgruppe Moser wurde 1996 als neurowissenschaftliche Forschungsgruppe und Labor der Mosers an der Abteilung für Psychologie der NTNU gegründet. Im Jahr 2002 erhielt ihre Forschungsgruppe vom norwegischen Forschungsrat den Status eines Exzellenzzentrums und wurde damit zu einer eigenständigen Einheit unter dem Namen Senter for hukommelsesbiologi (CBM), die für zehn Jahre von der Regierung gefördert wurde. Am CBM wurde 2005 die Entdeckung der „Gitterzellen“ gemacht; die Mosers erhielten dafür 2014 zusammen mit John O’Keefe den Nobelpreis für Physiologie oder Medizin.
2012 bewilligte der norwegische Forschungsrat den Mosers ein weiteres Exzellenzzentrum, das Zentrum für neuronale Berechnungen (Norwegisch: Senter for nevrale nettverk). Das CMB wurde später als Kavli-Institut für Neurowissenschaften weitergeführt. Das Institut ist im Volksmund auch als Moser-Institut bekannt.
Erklärtes wissenschaftliches Ziel ist es, „unser Verständnis neuronaler Schaltkreise und Systeme und ihrer Rolle bei der Erzeugung psychologischer Funktionen zu verbessern. Indem wir uns auf räumliche Darstellung des Gehirns konzentrieren, erwarten wir, allgemeine Prinzipien der neuronalen Netzwerkberechnung im Kortex von Säugetieren aufzudecken.“
Die Institut wird zu mehr als 90 % von der norwegischen Regierung finanziert. Dazu gehören vom norwegischen Forschungsrat finanzierte Exzellenzzentren, Unterstützung aus dem eigenen Budget der Universität und ein jährlicher großer Zuschuss der Regierung für die Grundlagenforschung. Das Forschungsumfeld hat kleinere private Spenden erhalten; 2007 erhielt das CMB eine zusätzliche Spende von der Kavli Foundation in den Vereinigten Staaten, und es hat auch eine Spende der Erbin Pauline Braathen erhalten. Nachdem die CBM-Förderung 2012 ausgelaufen war, ernannte der norwegische Forschungsrat ein neues Exzellenzzentrum am Institut mit einer Finanzierung bis 2022 und gründete so im Januar 2013 das Zentrum für neuronale Berechnungen (CNC). Das CNC koexistiert mit dem Institut, das die kurzfristigeren Projekte am CBM/CNC ergänzt und Fragen verfolgt, die einen längeren experimentellen Zeitrahmen erfordern, mit dem Ziel, „das Leben und die Gesundheit zu verbessern, indem die Wissenschaft der menschlichen Kognition vorangetrieben wird.“
Das Institut wird von Edvard Moser geleitet, während May-Britt Moser das CNC-Zentrum leitet. Weitere Professoren am Institut sind Menno Witter, Clifford Kentros, Yasser Roudi und Emre Yaksi.